# Roddmaskin

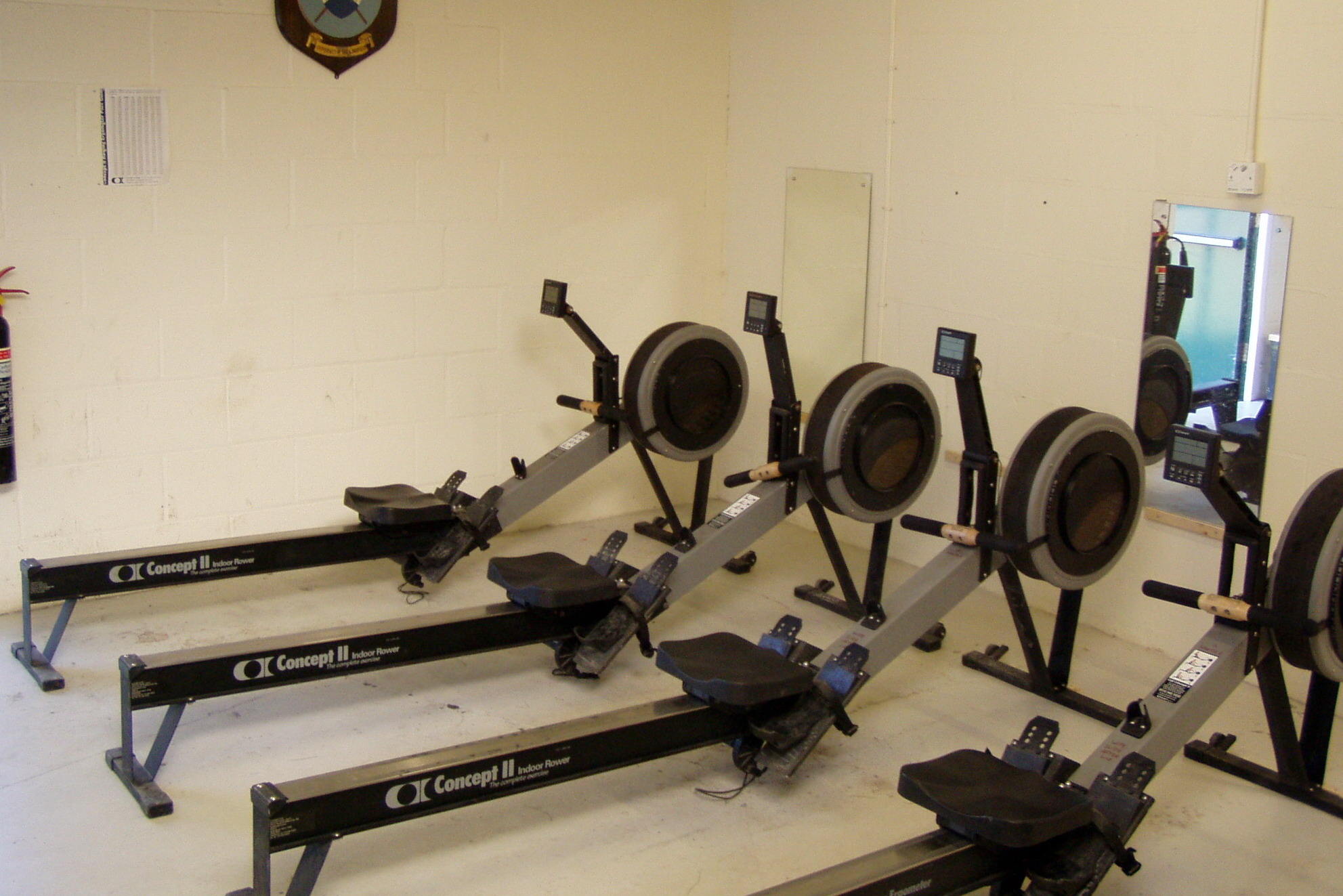
Roddmaskiner på ett gym.

Roddmaskin är en apparat eller maskin som simulerar arbetsmönstret hos rodd. Det är vanligt att roddare tränar på roddmaskin då klimatet inte tillåter. Roddmaskinrodd är också en idrottsgren för sig.